# Lương khô

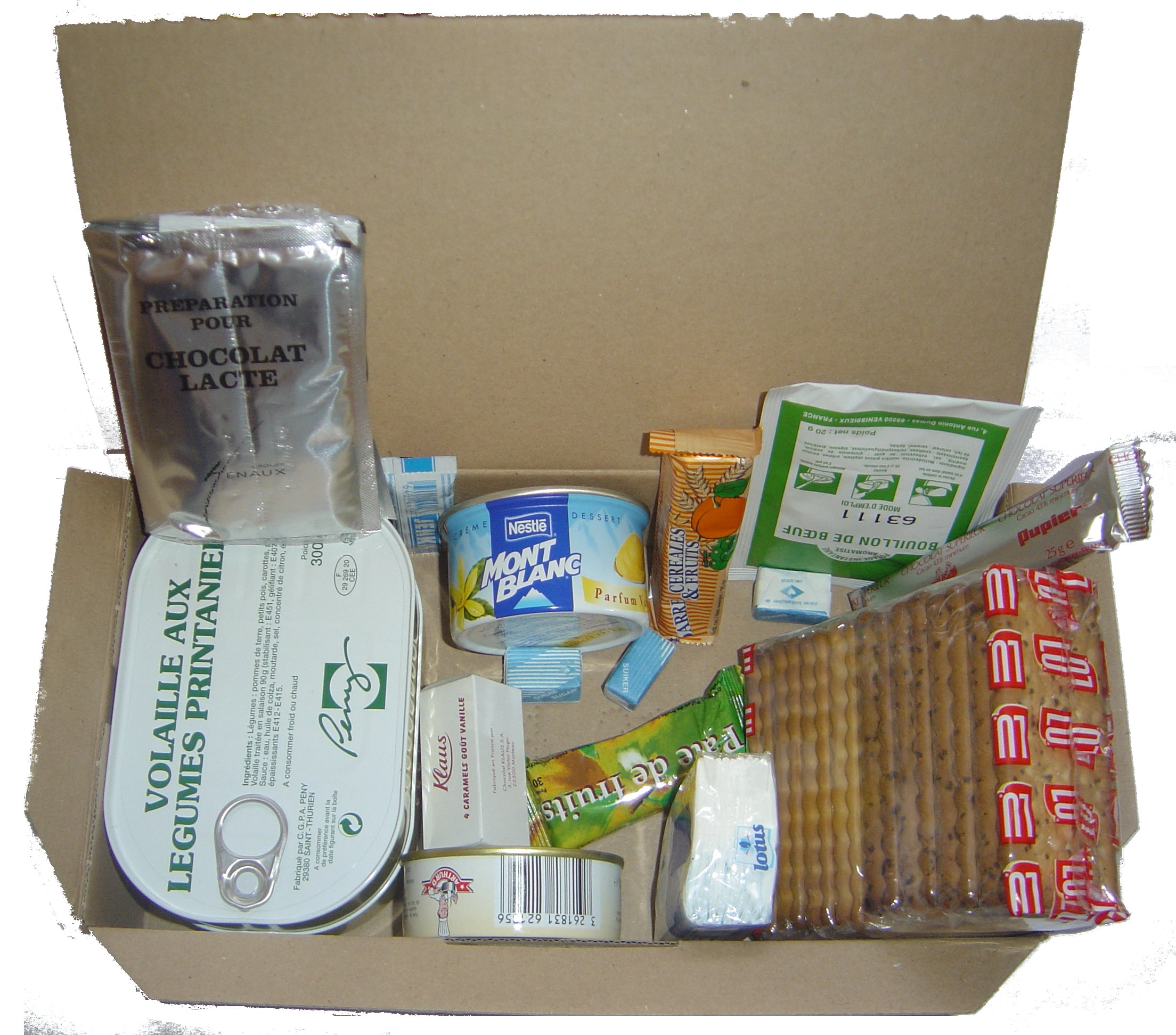
Một hộp đồ dùng của quân Pháp trong đó có lương khô

Lương khô hay bánh lương khô là một loại thức ăn tổng hợp được làm sẵn và ép khô thành bánh với thành phần chủ yếu là chất bột và đường, có mùi vị thơm ngon, thích hợp cho mọi đối tượng sử dụng. Đây là loại thực phẩm khá an toàn và có thể dự trữ lâu dài để ăn dần, dễ bảo quản và sử dụng đơn giản, nhanh chóng. Đặc biệt, lương khô là loại thức ăn dã chiến, phù hợp trong điều kiện chiến tranh cũng như những hoàn cảnh khó khăn, cấp bách khác.

## Đóng gói

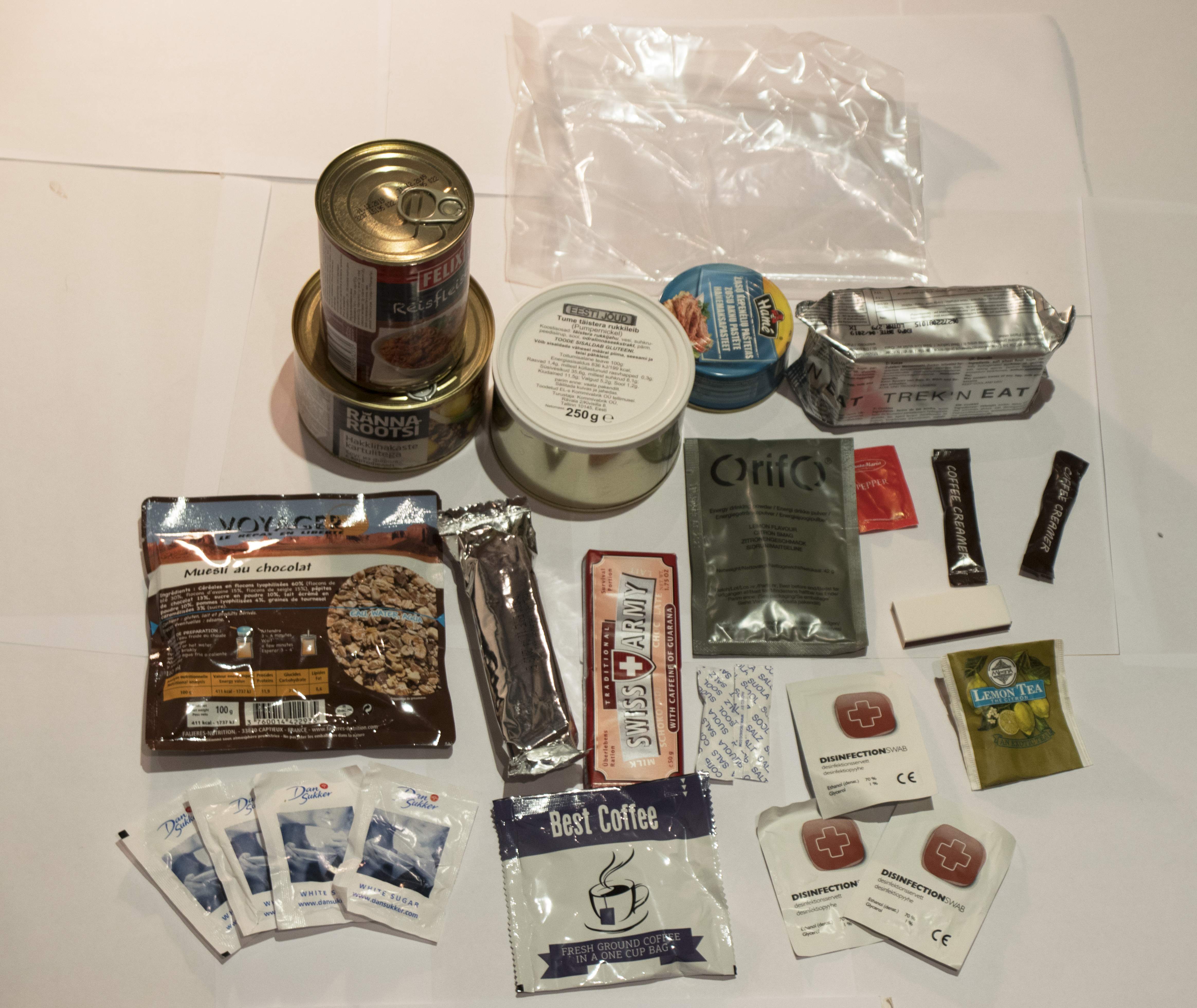
Nội dung của một bữa ăn cá nhân của Lực lượng Quốc phòng Estonia, bao gồm thực phẩm được đóng gói trong nhiều loại bao bì khác nhau

Vì các bữa ăn trong hoạt động được thiết kế để có thể lưu trữ trong thời gian dài, bao bì chúng được lưu giữ được thiết kế để đảm bảo thời hạn sử dụng dài và ngăn chặn việc hỏng hóc. Các bữa ăn được đóng hộp, hút chân không hoặc là thực phẩm tươi đông trong các gói để ngăn chặn rò rỉ hoặc hỏng hóc, thường là trong các túi hấp nhiệt, hộp hoặc hộp chứa. Những loại hộp này thường được thiết kế để mở dễ dàng, mặc dù một số có thể yêu cầu các công cụ cụ thể được cấp cho lính hoặc được đưa vào gói bữa ăn, như cái mở hộp P-38 của Mỹ hoặc thiết bị ăn bữa ăn lưu động của Úc. Một số gói bữa ăn có thể là có khả năng phân hủy sinh học hoặc phân hủy thành phần hữu cơ.
NATO phân loại bao bì bữa ăn thành ba loại:
- Bao bì chính, tiếp xúc với hoặc chứa các mục thức ăn (ví dụ: hộp chứa thực phẩm)
- Bao bì phụ, chứa và nhóm một số gói bao bì chính (ví dụ: túi hấp nhiệt chứa các gói thực phẩm)
- Bao bì thứ cấp, chứa và nhóm một số gói bao bì phụ để lưu trữ, vận chuyển, xử lý và phân phối (ví dụ: hộp chứa nhiều bữa ăn để phân phối)

## Dinh dưỡng
Tổ chức NATO đặt yêu cầu nội dung dinh dưỡng dựa trên một lính chiến đặc thù có trọng lượng khoảng 79 kg, người trong trạng thái hoạt động bình thường có mức tiêu hao năng lượng khoảng 3.600 kcal mỗi ngày. Đối với hoạt động chiến đấu, tiêu hao năng lượng được ước tính là 4.900 kcal mỗi ngày; tuy nhiên, đây được coi là tình huống xấu nhất.
| Tiêu chuẩn nội dung chất dinh dưỡng tối thiểu, Bữa ăn cá nhân đa năng trong hoạt động | Tiêu chuẩn nội dung chất dinh dưỡng tối thiểu, Bữa ăn cá nhân đa năng trong hoạt động | Khuyến nghị nội dung chất dinh dưỡng bổ sung, Bữa ăn cá nhân đa năng trong hoạt động | Khuyến nghị nội dung chất dinh dưỡng bổ sung, Bữa ăn cá nhân đa năng trong hoạt động |
| Chất dinh dưỡng                                                                       | Giá trị                                                                               | Chất dinh dưỡng                                                                      | Giá trị                                                                              |
| ------------------------------------------------------------------------------------- | ------------------------------------------------------------------------------------- | ------------------------------------------------------------------------------------ | ------------------------------------------------------------------------------------ |
| Năng lượng                                                                            | 3,600 kcal (15,070 kJ)                                                                | Tổng chất xơ                                                                         | 30 g                                                                                 |
| Carbohydrat                                                                           | 404–584 g                                                                             | Riboflavin                                                                           | 1.3 mg                                                                               |
| Chất đạm                                                                              | 118–185 g                                                                             | Niacin                                                                               | 16 mg                                                                                |
| Chất béo                                                                              | 54–140 g                                                                              | Axít pantothenic                                                                     | 6 mg                                                                                 |
| Vitamin A                                                                             | 900 µg                                                                                | Biotin                                                                               | 30 µg                                                                                |
| Thiamin                                                                               | 1.2 mg                                                                                | Vitamin E                                                                            | 10 mg                                                                                |
| Vitamin B6                                                                            | 1.3 mg                                                                                | Vitamin K                                                                            | 70 µg                                                                                |
| Vitamin B12                                                                           | 2.4 μg                                                                                | Choline                                                                              | 550 mg                                                                               |
| Folate                                                                                | 400 µg                                                                                | Phốt pho                                                                             | 1,000 mg                                                                             |
| Vitamin C                                                                             | 45 mg                                                                                 | I-ốt                                                                                 | 150 µg                                                                               |
| Vitamin D                                                                             | 5 µg                                                                                  | Selen                                                                                | 55 μg                                                                                |
| Canxi                                                                                 | 1000 mg                                                                               | Molybden                                                                             | 45 μg                                                                                |
| Kẽm                                                                                   | 14 mg                                                                                 | Đồng                                                                                 | 1.8 mg                                                                               |
| Sắt                                                                                   | 8 mg                                                                                  | Chromi                                                                               | 35 μg                                                                                |
| Magnesi                                                                               | 410 mg                                                                                | Mangan                                                                               | 5.5 mg                                                                               |
| Kali                                                                                  | 3,800 mg                                                                              | Fluoride                                                                             | 4 mg                                                                                 |
| Natri                                                                                 | 2,300–12,000 mg                                                                       |                                                                                      |                                                                                      |

## Lịch sử

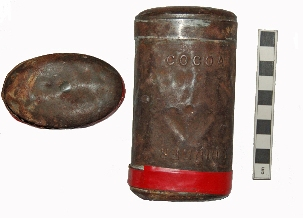
Lương khô Trung Quốc của quân đội Anh trong Chiến tranh Boer thứ hai, gồm viên nén nước dùng bò và bột cao su cacao trong hộp thiếc sớm

Bữa ăn quân đội đã tồn tại từ khi những cuộc chiến tổ chức bắt đầu. Hệ thống phân phát thực phẩm và bữa ăn quân sự đã tồn tại ở gần như mọi vùng lãnh thổ và giai đoạn đã được ghi lại trong lịch sử. Tuy nhiên, trong thời gian lớn nhất, thực phẩm được mang vào chiến trường cùng với lực lượng quân đội không phổ biến; hầu hết những gì có thể được coi là "bữa ăn trong hoạt động" là, cho đến thời kỳ hiện đại, các thành phần ổn định (như lúa mì), thực phẩm dễ bảo quản hoặc đã được bảo quản trước, thực phẩm mà quân nhân mang theo và động vật chăn nuôi. Vì không có phương pháp bảo quản thực phẩm tin cậy, thực phẩm quân đội thời điểm đó tập trung hơn vào những loại thực phẩm có thể được lưu trữ và vận chuyển tốt, chẳng hạn như bánh mì cứng, thay vì những loại thực phẩm giàu dinh dưỡng. Bữa ăn trong hoạt động hiện đại có hình dạng nhận diện dễ nhìn với sự phát minh của phương pháp đóng hộp thực phẩm kín khí, hộp thiếc và quá trình tiệt trùng vào thế kỷ 19. Trong Chiến tranh thế giới I và Chiến tranh thế giới II, bữa ăn đóng hộp và được bảo quản trở thành tiêu chuẩn, và cấu hình bữa ăn hiện đại đã được phát triển và trở thành tiêu chuẩn trong và sau Chiến tranh Lạnh.

## Sử dụng

### Quân đội Hoa Kỳ
Quân đội Hoa Kỳ sản xuất loại lương khô nhằm làm giảm lượng nước mà binh sĩ Mỹ cần mang. Theo đó, lượng thức ăn ba bữa mỗi ngày, hiện nặng 3,5 kg, có thể giảm xuống còn khoảng 0,4 kg. Đây là sản phẩm của các nhà nghiên cứu tại Trung tâm hệ thống vũ trang quân đội Mỹ ở Natick, Massachusetts. Mục tiêu của họ nhằm làm giảm tối đa lượng nước mà binh lính cần mang theo người. Để làm ẩm thức ăn, người lính chỉ việc rót chất lỏng mà họ tìm thấy vào một đầu bịt kín của túi. Nước sẽ thấm qua các lớp vỏ bên trong và qua lớp lọc vào trong thức ăn. Các chất bẩn bị giữ lại bên ngoài lớp lọc.

### Ở Việt Nam
Trong chiến tranh Việt Nam, người lính Quân đội nhân dân Việt Nam khi hành quân thường được phát mang theo các bánh lương khô (kèm theo một gói rau cải đã hấp chín sấy khô, một gói ruốc (chà bông) thịt hoặc cá, vài viên đạm tổng hợp, vài viên kẹo gừng...) được đóng gói trong một bao ni-lông dày, rất tiện dụng và đầy đủ dinh dưỡng (người bình thường mỗi bữa chỉ cần ăn một phong gồm hai bánh lương khô là no).

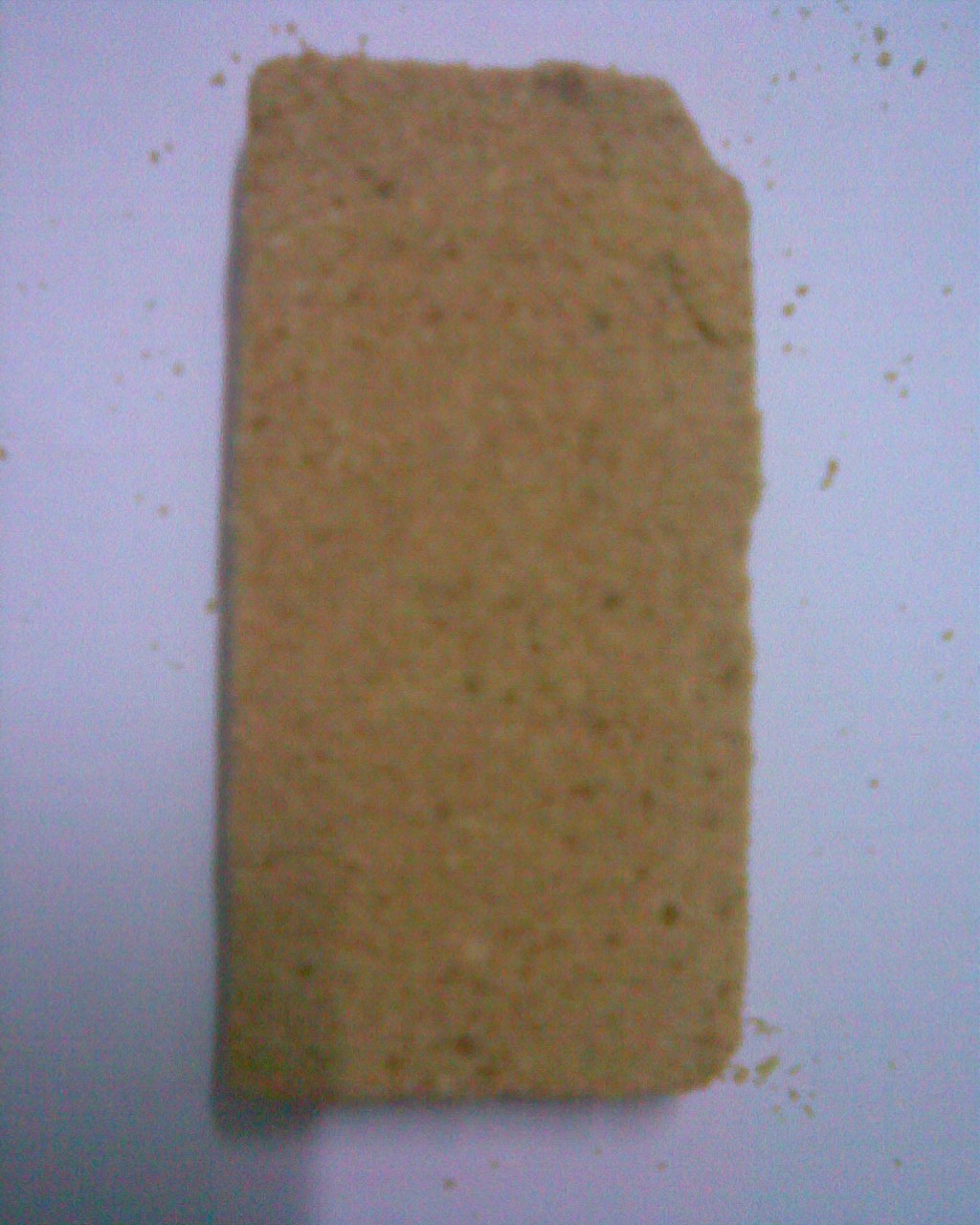
Một mẫu lương khô của Việt Nam

Công ty 22 thuộc Tổng cục Hậu cần Quân đội nhân dân Việt Nam đã phối hợp với Viện Công nghệ sinh học, Trường Đại học Bách khoa Hà Nội để nghiên cứu và sản xuất thành công sản phẩm lương khô tăng lực mang nhãn hiệu bánh ép SH22. Bột nguyên liệu bổ sung bánh ép SH22 được sản xuất bằng công nghệ hóa sinh, công nghệ enzyme, công nghệ hóa học từ nguyên liệu là loại cá cơm trắng. Sau một thời gian thử nghiệm ở các đơn vị quân đội và các vận động viên, các nhà khoa học đã khẳng định: Lương khô tăng lực bánh ép SH22 có tác dụng kích hoạt được enzym LDH để giải phóng được axít lactic nâng cao khả năng phục hồi nhanh thể lực cho bộ đội và vận động viên.
Bánh ép này có tác dụng phục hồi nhanh và rõ rệt về các chỉ tiêu hồng cầu, huyết sắc tố, testosteron, làm tăng khả năng hấp thụ oxy, tăng các chất dinh dưỡng (Fe, Zn, Cu...) cho người sử dụng. SH22 có tác dụng cải thiện tốt các chỉ tiêu tâm lý, hoạt động phản xạ thần kinh, xử lý tốt các tình huống. Sử dụng sản phẩm này đã nâng cao được thành tích cho vận động viên. Trong quá trình dùng SH22, thể lực của bộ đội cũng như của vận động viên tốt hơn và luôn ở trạng thái sung sức, đỡ mệt mỏi, ăn uống tốt hơn và điều quan trọng là không xảy ra bất cứ phản ứng phụ nào khi sử dụng loại bánh ép này.
Nhiều nhà khoa học cho rằng: Lương khô tăng lực bánh ép SH22 cần được sản xuất và triển khai ứng dụng rộng rãi phục vụ cho chương trình chăm sóc và bảo vệ sức khỏe cộng đồng bởi giá thành không cao, sử dụng an toàn không chỉ cho bộ đội mà còn có hiệu quả tích cực với các đối tượng lao động nặng nhọc khác như vận động viên, thợ hầm lò, người đi biển dài ngày... Chỉ cần dùng 2 thanh/gói (100 gam/thanh) là một người chiến sĩ trong điều kiện bình thường đã đủ lượng calo và các chất dinh dưỡng cần thiết để duy trì hoạt động.
Ngoài ra thì lương khô ở Việt Nam được sản xuất đại trà và bày bán nhiều trên thị trường, tuy nhiên cũng có phản ánh về tình trạng vệ sinh thực phẩm khi sản xuất.

## Thời hạn sử dụng
Thời hạn sử dụng của bữa ăn trong hoạt động phụ thuộc vào loại và mục đích sử dụng, bao gồm thời gian mà bữa ăn được dự định sử dụng hoặc giữ lại cho đến khi thực phẩm ổn định có thể đến đúng thời điểm cần thiết. Theo tiêu chuẩn của NATO, một bữa ăn trong hoạt động phải có thời hạn sử dụng ít nhất 24 tháng kể từ thời điểm giao hàng, và được lưu trữ ở nhiệt độ 25 °C. Bữa ăn cá nhân được thiết kế để sử dụng trong vòng 30 ngày, sau đó cần cung cấp thực phẩm tươi mới và tiến hành kiểm tra y tế để phát hiện thiếu chất dinh dưỡng.

## Sưởi nhiệt

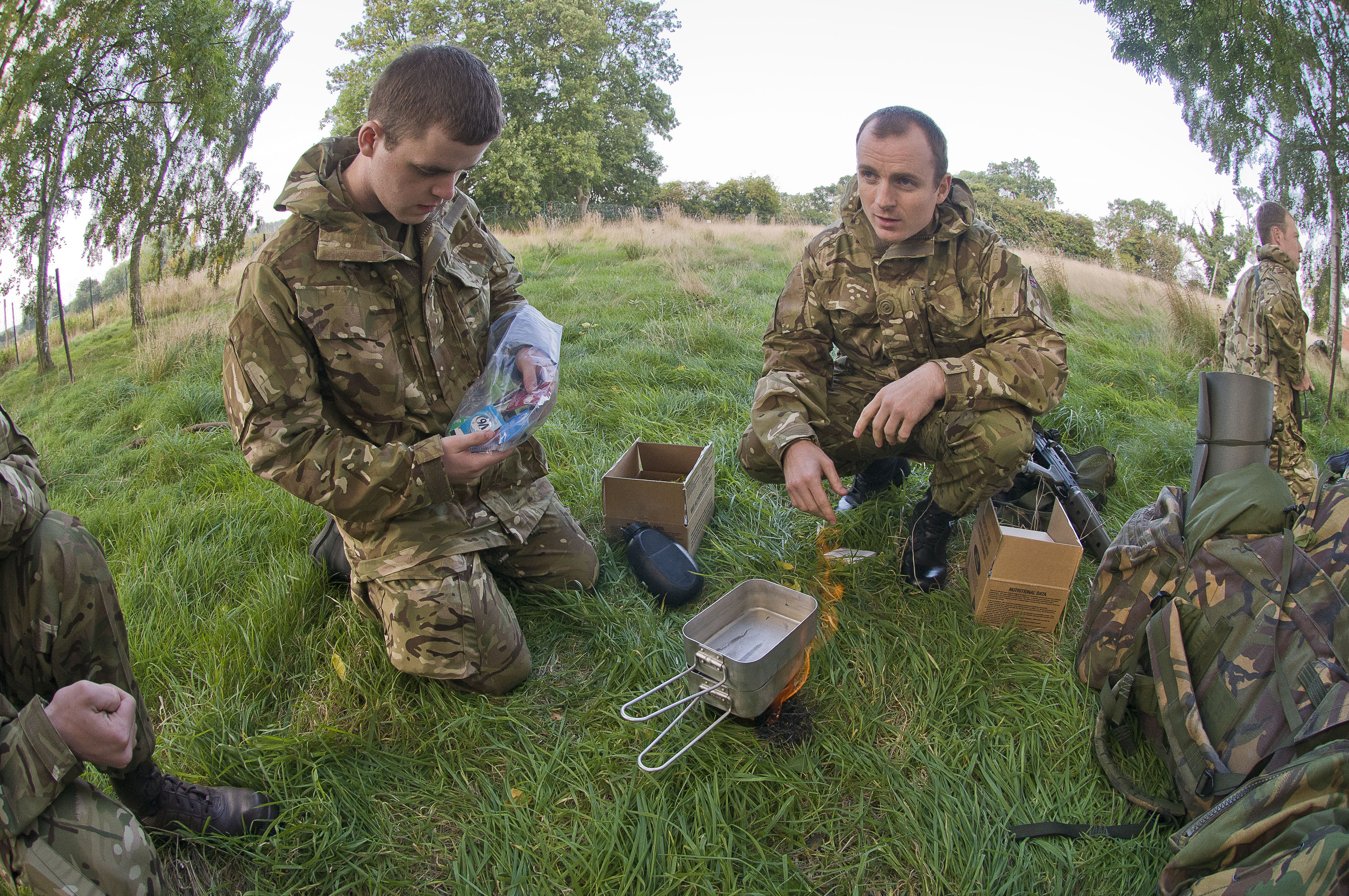
Lực lượng dự bị Quân đội Anh nấu ăn bữa ăn cá nhân sử dụng lò hexamine

Bữa ăn trong hoạt động có thể ăn ngay cả ở nhiệt độ bình thường, nhưng thường thì được sưởi nhiệt hoặc nấu chín trước khi ăn. Tuy nhiên, trong một số tình huống, không có thiết bị nấu nướng hoặc không thể sử dụng lửa, vì vậy trong bữa ăn có chứa nhiên liệu rắn không tạo khói và lò di động để sưởi nhiệt thức ăn. Viên nhiên liệu hexamine truyền thống thường được sử dụng, nhưng cũng có trường hợp sử dụng rượu etanol gelatin. Một số bữa ăn cá nhân hiện đại sử dụng máy sưởi nhiệt không lửa thay cho viên nhiên liệu.
Theo tiêu chuẩn của NATO, món chính và món khai vị trong bữa ăn không cần sưởi nhiệt và có thể ăn trực tiếp. Tuy nhiên, các thành phần khác của món chính và đồ uống nóng sẽ được cung cấp kèm theo máy sưởi nhiệt. Những món này được thiết kế để được sưởi nhiệt lên đến nhiệt độ tối thiểu là 62 °C trong vòng 12 phút, khi nhiệt độ môi trường ban đầu là 20 °C.

## Theo từng khu vực
Trong thế kỷ 21, hầu hết các quân đội trên thế giới đều sử dụng các bữa ăn trong hoạt động riêng của mình, với các loại thực phẩm khác nhau dựa trên yếu tố quốc gia và văn hóa. Nhiều nơi vẫn sử dụng hình thức đóng gói cổ điển như hộp, lon và túi chân không, trong khi một số bữa ăn mới hơn sử dụng hình thức đóng gói dựa trên túi chịu nhiệt.